# Ярошевський Михайло Миколайович
Михайло Миколайович Ярошевський (7 жовтня 1872 - † ?) - полковник Армії УНР.

## Життєпис
Народився на х. Довгоруківка  Херсонської губернії. Закінчив Єлисаветградське реальне училище, Єлисаветградське кавалерійське училище за 2-м розрядом (1895), вийшов корнетом до 20-го драгунського Ольвіопольського полку. 
27 серпня 1900 р. перевівся до Окремого корпусу прикордонної сторожі. Служив у 26-й Карській бригаді. Останнє звання у російській армії — підполковник.
В українській армії з 1918 р. Влітку 1920 р. був приділений до штабу 6-ї запасної бригади Армії УНР. 
У 1921 р. — начальник штабу Окремого корпусу кордонної охорони УНР. 
Станом на 1 лютого 1922 р. — начальник відділу штабу Окремої бригади кордонної охорони УНР. 
Подальша доля невідома.